# Santa Clara (El Salvador)
Santa Clara è un comune del dipartimento di San Vicente, in El Salvador.